# Kessleria saxifragae
Kessleria saxifragae là một loài bướm đêm thuộc họ Yponomeutidae. Loài này phân bố ở châu Âu (bao gồm Ireland, Scotland, Áo, Bosnia và Herzegovina, the French mainland, Đức, the Italian mainland, Macedonia, Ba Lan, Slovakia, the Spanish mainland, Thụy Sĩ, România và Ba Tư cũ) và cũng recorded from the Levant.
Ấu trùng ăn Saxifraga oppositifolia, Saxifraga paniculata, Saxifraga grisebachii, Saxifraga aizoides, Saxifraga hirsute và Saxifraga spathularis.

## Hình ảnh

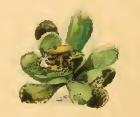
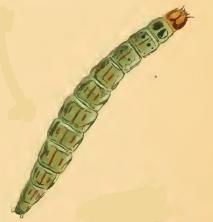